# Cirkelevolvent
En cirkelevolvent, oftast benämnd enbart evolvent, är en kurva som definieras av ändpunkten på en tangent som rullas upp från en cirkel.
I parameterform beskrivs kurvan som
{\displaystyle x=a(\cos t+t\sin t)\,}
{\displaystyle y=a(\sin t-t\cos t)\,}
Cirkelevolventen har sin största praktiska användning inom maskinteknik, där den används för att generera profilen för kuggar på kugghjul. Anledningen till detta är att profilen med enkla verktyg kan tillverkas med mycket hög precision, den är okänslig för ändringar i axelavståndet mellan kugghjul och att man med samma verktyg kan skära såväl normal rak-kugg, snedkugg som profilförskjuten kugg.

Evolvent (eng. involute)
Kugghjul med evolventprofil. Evolvent är den linje som ändpunkten på ett band upplindat på en cylinder beskriver när bandet avrullas och utgör kuggarnas profilkurva.